# Karel Vrána

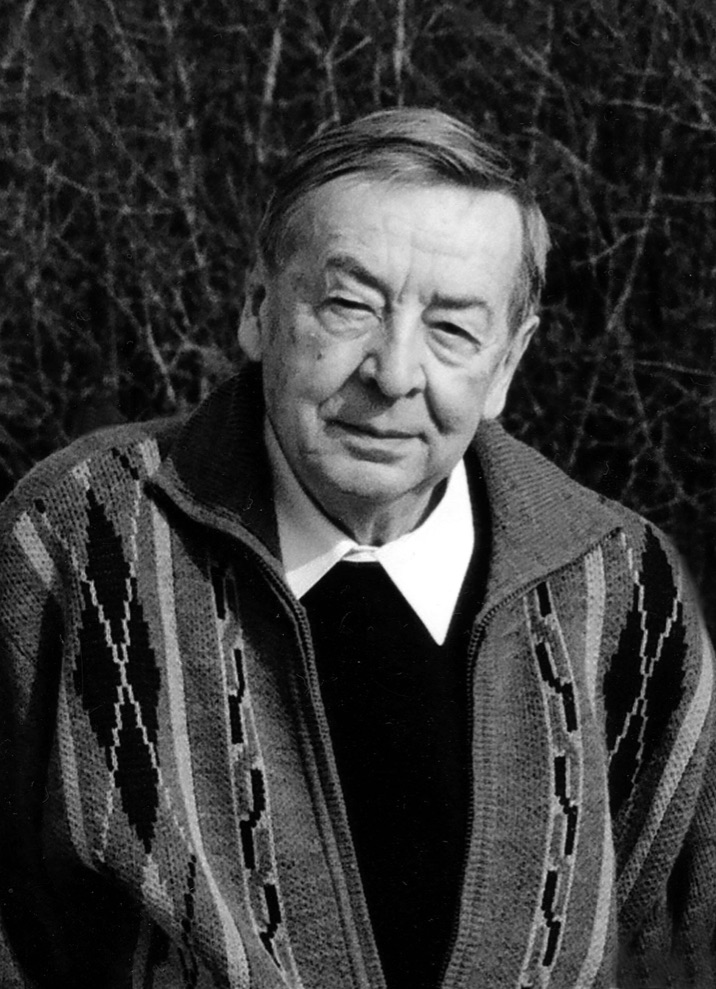
Karel Vrána

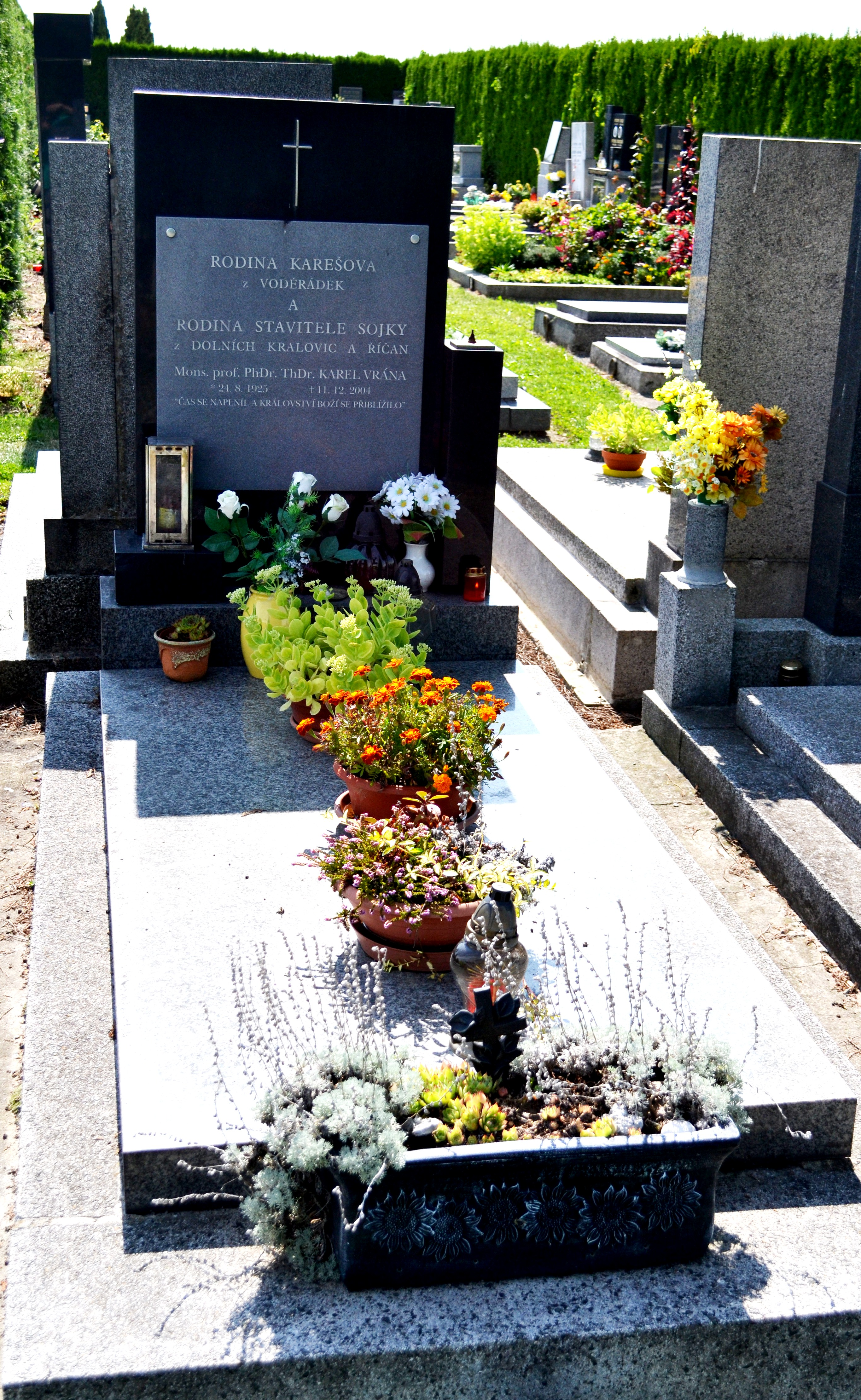
Grab von Karel Vrána

Karel Vrána (* 24. August 1925 in Zahrádka; † 11. Dezember 2004 in Říčany bei Prag) war ein tschechischer katholischer Theologe und Philosoph.
Nach dem Studium der Theologie in Rom wurde er 1950 zum Priester geweiht. Später studierte er Philosophie in Neapel und Rom. Vrána war von 1977 bis 1993 Rektor des Päpstlichen Collegium Nepomucenum in Rom.
Er verfasste (u. a. in einem Exilverlag) verschiedenste Bücher, nicht nur theologischer Natur.